# 梅利尼奇
49°13′38″N 24°16′44″E / 49.22722°N 24.27889°E

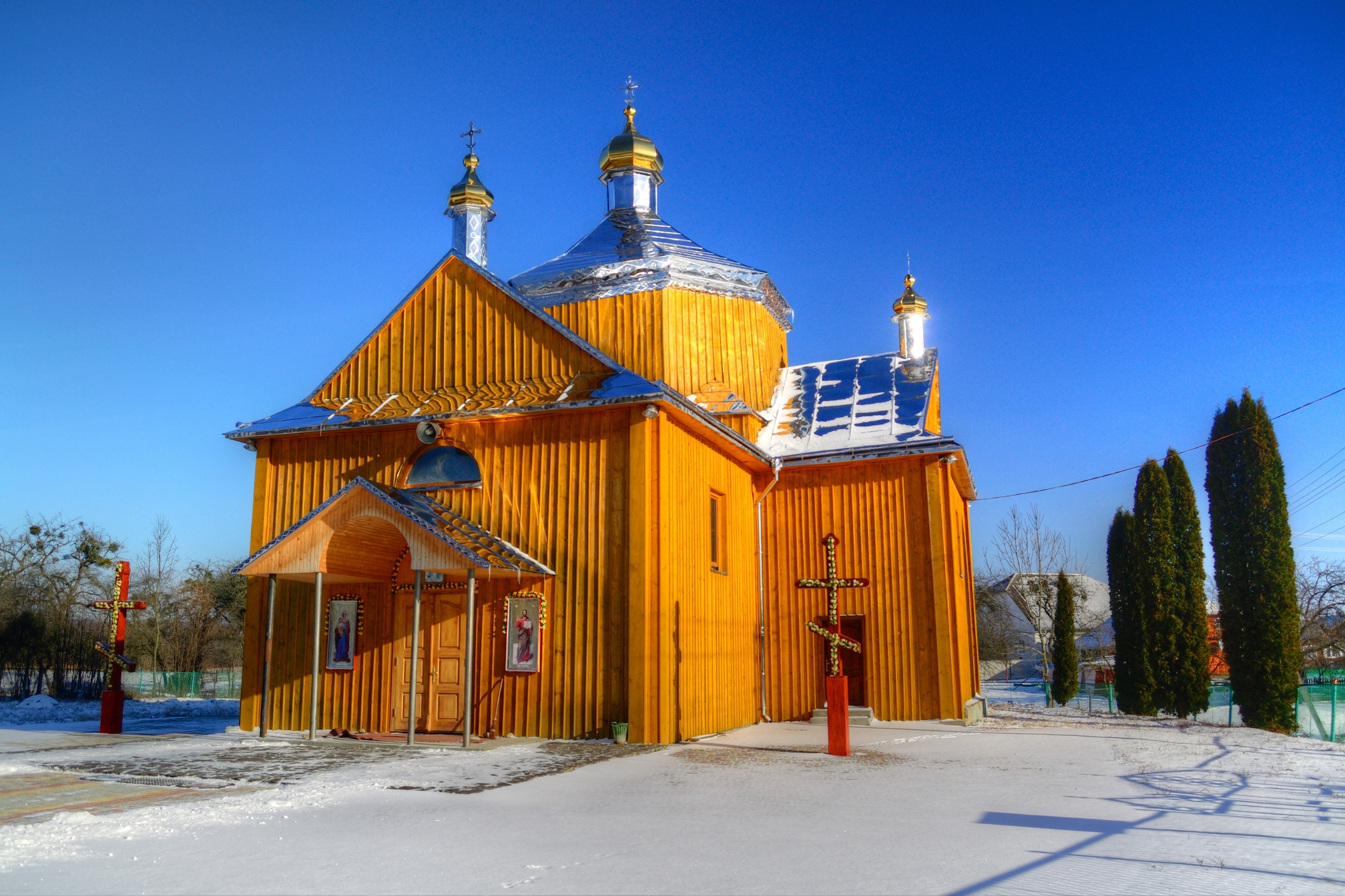

梅利尼奇（烏克蘭語：Мельнич），是烏克蘭西部的村莊，隸屬利維夫州的斯特雷區。該村面積1.31平方公里，海拔高度243米，2001年人口471，人口密度每平方公里359.54人。